# Erato av Armenien

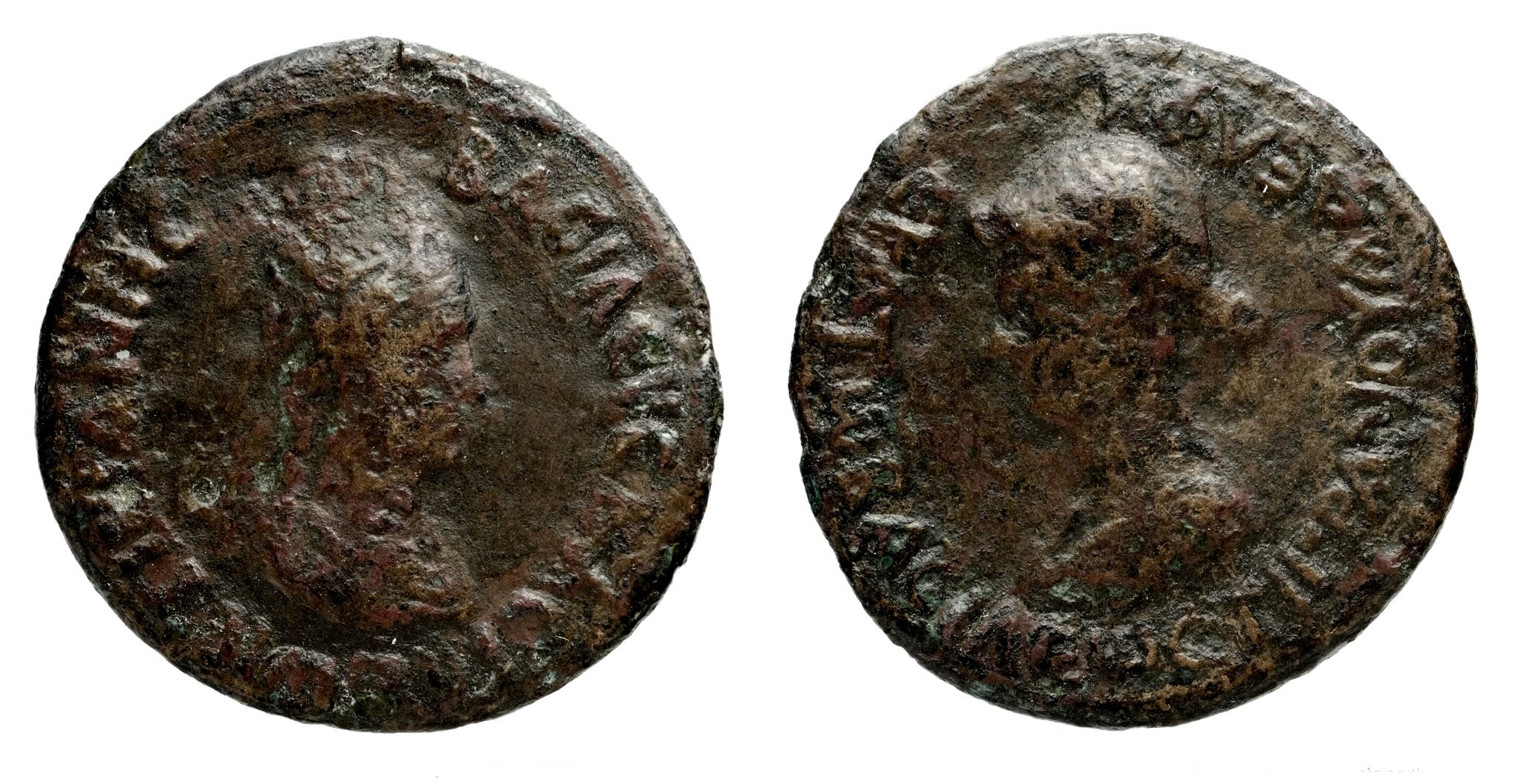
Mynt präglade med bilder av Tigranes IV och Erato av Armenien.

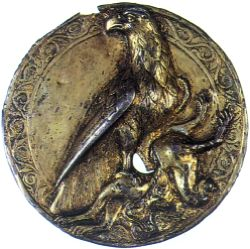
Artaxiaddynastins vapensköld föreställande en örn som äter en leopard.

Erato av Armenien, född någon gång under det första århundradet f.Kr., död någon gång efter år 12, var en regerande drottning av Armenien ur Artaxiaddynastin. Erato regerade Armenien under två perioder, dels åren 10–2 f.Kr. och en andra gång åren 6–12 e.Kr. 
Hon var en romersk lydregent tillsammans med sin bror tillika make och medregent, kung Tigranes IV, under åren 10–2 f.Kr. Efter att ha levt i exil under några år regerade hon än en gång Armenien som romersk lydregent under åren 6–12 e.Kr., som samregent till kung Tigranes V, en av hennes avlägsna släktingar.

## Biografi

### Namnets ursprung
I grekisk mytologi är Erato en av muserna, vars namn kan härledas till samma ursprung som Eros, kärleksgudens. Erato kommer på så sätt från gammalgrekiska och betyder ungefär åtrådd eller älskvärd.

### Tidigt liv
Erato av Armenien var kung Tigranes III:s andra barn, men hennes mor är okänd. Av hennes syskon är den äldre halvbrodern och senare medregenten tillika maken, Tigranes IV, känd. Det är osäkert var och när hon föddes och växte upp, det var sannolikt antingen under faderns exil i Rom under åren 30–20 f.Kr. eller under faderns regeringstid som kung av Armenien under åren 20–10 f.Kr.

### Första regeringsperioden åren 10–2 f.Kr.
Fadern, Tigranes III, dog någon gång före år 6 f.Kr. Under år 10 f.Kr. utsåg armenierna dennes son Tigranes IV till tronföljare, och enligt traditionen gifte sig Tigranes IV med sin halvsyster Erato av Armenien, för att säkerställa kungaättens och dynastins obrutna fortlevnad. Erato av Armenien blev Armeniens drottning efter sitt giftermål med sin halvbror. Hon omtalas som dennes  samregent. Någon gång under regeringsperioden fick Tigranes IV och Erato en dotter med okänt namn. Denna prinsessa gifte sig senare med kungen av Iberien, med vilken hon fick tre söner.
Även om regentparet var lydregenter under Rom, var såväl Erato av Armenien som hennes make uttalat negativt inställda till det Romerska riket. Detta gjorde att Kejsar Augustus inte gillade att de satt på den Armeniska tronen, särskilt inte då de vände sig till Partien för stöd. Det Romerska riket och Partien tävlade under den här perioden för att just deras respektive lojala protegéer skulle regera över Armenien. Enligt Festus, en romersk historiker som levde på 300-talet, växte de anti-romerska stämningarna i Armenien under Eratos första regeringsperiod. Festus menade att Armenien under den perioden var ett väldigt stark land.
Spänningarna och den anti-romerska stämningen i landet, i kombination med det romerska missnöjet med Tigranes IV och Erato av Armeniens styre, var nära på att dra in Armenien och Partien i krig med det Romerska riket. För att undvika ett sådant krig med Rom, tog kungen av Partien tillbaka sitt stöd för det Armeniska styret. Detta ledde till att Tigranes IV och Erato erkände Roms överhöghet. Sedan Kejsar Augustus mottagit dessa erkännanden, tillät han att kungaparet fick fortsätta regera Armenien.
Någon gång runt år 2 f.Kr. dödades Tigranes IV i strid, möjligen i ett försök att stävja ett uppror till följd av att kungaparet så tydligt allierat sig med romarriket. Under det krig och tumult som uppstod efter kungens död abdikerade Erato av Armenien.

### Åren i politisk exil

Artaxiaddynastins standar.

Efter abdikation lämnade Erato av Armenien det nu krigshärjade landet för att leva i politisk exil på en idag okänd plats utomlands. Det finns inte mycket som är känt om henne från denna period, som varade ungefär mellan år 2 f.Kr. till år 6 e.Kr. Under denna period hade Armenien två andra kungar, som både utsetts av Rom och som avlöste varandra.

### Andra regeringsperioden åren 6–12

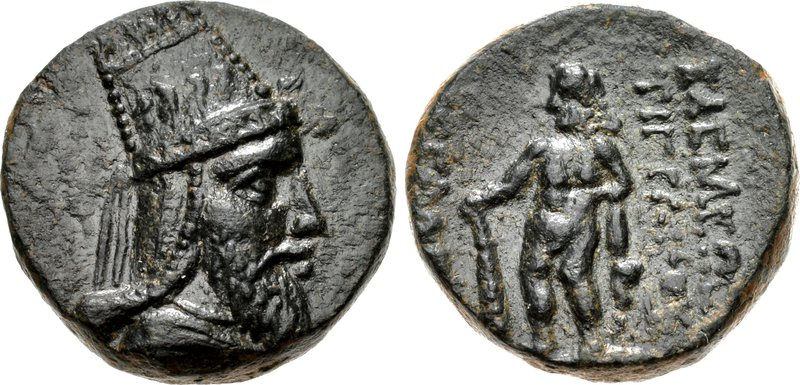
Mynt som avbildar Tigranes V.

När den senare av de två armeniska kungarna som följde på Erato av Armeniens abdikation mördades under år 6 e.Kr., omprövade kejsar Augustus den utrikespolitiska doktrinen om hur Armenien skulle styras och utnämnde därefter Tigranes V som kung av Armenien. Den nyutnämnda kungen hade släktskap till Artaxiaddynastin på mödernet. Tigranes V åtföljdes av sin farfar, och den framtida romerska kejsaren Tiberius, till Armenien, och installerades som kung i huvudstaden Artasjat. 
Någon tid in i Tigrian V:s regeringstid blev den Armeniska adeln missnöjd med hans styre, och adelsmännen installerade då återigen Erato av Armenien som medregent till Tigranes V. Det är inte mycket som är känt om denna andra regeringsperiod. Det är möjligt, men inte klarlagt, att Erato av Armenien gifte sig med Tigranes V och återigen blev drottning av Armenien. 
Tigranes V och Erato störtades av okänd anledning under år 12 e.Kr. Även om Kejsar Augustus behöll Armenien som lydstat även efter deras avsättning, är Erato av Armeniens öde därefter okänt. Erato av Armeniens återinstallation som drottning är kartlagd främst genom studierna av antika mynt, ett vetenskapligt område som kallas numismatik.

## Källmaterial

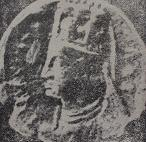
Avbildning av Erato av Armenien.

Källmaterialet som belägger Erato av Armeniens regeringsperioder och liv är skralt. Erato av Armenien omnämns av i vart fall tre romerska historiker: Tacitus, verksam under det första århundradet; Cassius Dio, verksam under det andra och det tredje århundradet; samt den ovan nämnda Festus, verksam under det fjärde århundradet.
Bibliothèque nationale de France, Frankrikes nationalbibliotek, har en avbildning av Erato av Armenien på ett antikt mynt. Det finns mynt som avbildar Erato av Armenien både från hennes första och andra regeringsperiod. På ett mynt från den första regeringsperioden avbildas Tigranes IV och Erato av Armenien på ett mynt där inskriptionen, som är på gammalgrekiska, lyder Έρατω βασιλέως Τιγράνου άδελφή, vilket betyder ungefär Erato, Kung Tigranes syster. Det finns även ett mynt från den första regeringstiden bevarat, som avbildar Tigranes IV iklädd stort skägg och med Erato av Armenien på samma mynt. Inskriptionen på det myntet lyder ungefär Tigranes, vår store kung.